# Sandusky River
Sandusky (ang. Sandusky River) – rzeka w amerykańskim stanie Ohio, uchodzi do jeziora Erie.